# Дракулич, Славенка
Славенка Дракулич (хорв. Slavenka Drakulić, 4 июля 1949, Риека, тогда Югославия) — хорватская писательница и журналистка, пишет на хорватском и английском языках.

## Биография
Отец — офицер югославской армии, мать — государственный служащий. Изучала сравнительное литературоведение и социологию в Загребском университете. С 1982 занималась журналистикой, писала для различных хорватских изданий, в том числе — на феминистские темы. Вышла замуж за серба, родила дочь Ружану. В начале 1990-х годов, обвинённая националистической печатью, наряду с Дубравкой Угрешич и ещё несколькими писательницами Хорватии, в недостатке патриотизма и причисленная к «ведьмам», наводящим порчу на хорватский народ (см.:  Архивная копия от 11 августа 2016 на Wayback Machine), вместе с дочерью уехала из страны. Жила в Швеции, теперь делит жизнь между Стокгольмом и Загребом. Публикуется в крупнейших газетах и журналах мира.

## Книги

### Очерки и эссе
- Смертные грехи феминизма/ Smrtni grijesi feminizma (1984)
- Как мы пережили коммунизм и даже смеялись при этом/ Kako smo preživjeli komunizam i čak se smijali, о жизни женщин в странах социализма (1991)
- Балканский экспресс: фрагменты с другой стороны фронта/ Balkan Express: Fragmenti s druge stane rata (1992)
- Кафе Европа: жизнь после коммунизма/ Cafe Europa: Život nakon komunizma (1996)
- Они бы муху не обидели: военные преступники перед трибуналом в Гааге/ Ne bi ni mrava zgazili: ratni zločinci na sudu u Hagu (2005)
- Экскурсия по музею коммунизма/ A Guided Tour Through the Museum of Communism (2011)

### Романы
- Голограммы страха/ Hologrami straha (1987)
- Мраморная кожа/ Mramorna koža (1995)
- Вкус мужчины/ Okus čovjeka (1997)
- Как будто меня там нет/ Kao da nisam tamo (2000, экранизирован в 2010, см.: , фильм ирландского режиссёра Хуаниты Уилсон получил несколько премий в Ирландии и премию Стамбульского МКФ)
- Фрида, или О боли/ Frida ili o boli, роман о Фриде Кало (2007)
- Тело, сделанное из тела: рассказ о доброте/ Tijelo njenog tijela: priče o dobroti (2007)

## Статьи on line
- На сайте Eurozine (англ.)

## Сводные издания
- Sabrani eseji (2005)

## Признание
Книги Дракулич переведены на многие языки мира, включая китайский. Она — лауреат Лейпцигской книжной премии за вклад в европейское взаимопонимание (2005, ).